# 粟国造
粟国造（あわのくにのみやつこ・あわこくぞう）は、後の令制国の阿波国北部、現在の徳島県北部を支配した国造。
『先代旧事本紀』「国造本紀」によれば、応神天皇の御世に、高皇産霊尊の9世孫の千波足尼を国造に定められたとされる。
「粟」の名は、アワを多く産したことに因むという。現在の徳島県は山地が多く、地形による制約を受ける初期の農耕生産は、畑作に重点を置いたものであったためともされる。徳島県名西郡石井町にある中王子神社には阿波国造墓碑があり、国造氏族は粟凡直氏とされる。一般に凡直姓の国造は直姓の国造より広い地域を支配し、令制国に継承される規模を有していたとされ、律令制直前の粟国造の領域は令制国の「粟国（阿波国）」にそのまま継承された地域を版図としていたともみられている。

## 参考資料
- 黒板勝美 他・編『古事記・先代旧事本紀・神道五部書（新訂増補 国史大系 第7卷）』 吉川弘文館、1966年
- 角川日本地名大辞典編纂委員会・編『角川日本地名大辞典（徳島県）』 角川書店、1986年